# Au pays des ténèbres
Au pays des ténèbres (in het land van de duisternis), in Nederland uitgebracht als Glück Auf! is een verfilming uit 1912 van het boek Germinal van Émile Zola door de Franse regisseur Victorin-Hippolyte Jasset. De stomme film vertelt het verhaal van een mijnwerkersgemeenschap die door een mijnramp getroffen wordt. De film was grotendeels in Charleroi geschoten, de mijnscènes waren naar verluidt zeer realistisch. De film stelde de sociale misstanden in de arbeidersklasse sterk aan de kaak, en werd derhalve zeer populair in socialistische kringen. De film werd in Nederland gedistribueerd door Jean Desmet, en een van de eerste afnemers was Gerhard Rijnders die deze film gebruikte als openingskraker voor zijn Roode Bioscoop. Delen van de film zijn in 1991 hergebruikt in de compilatie Lyrisch Nitraat van Peter Delpeut.